# 碳化钙

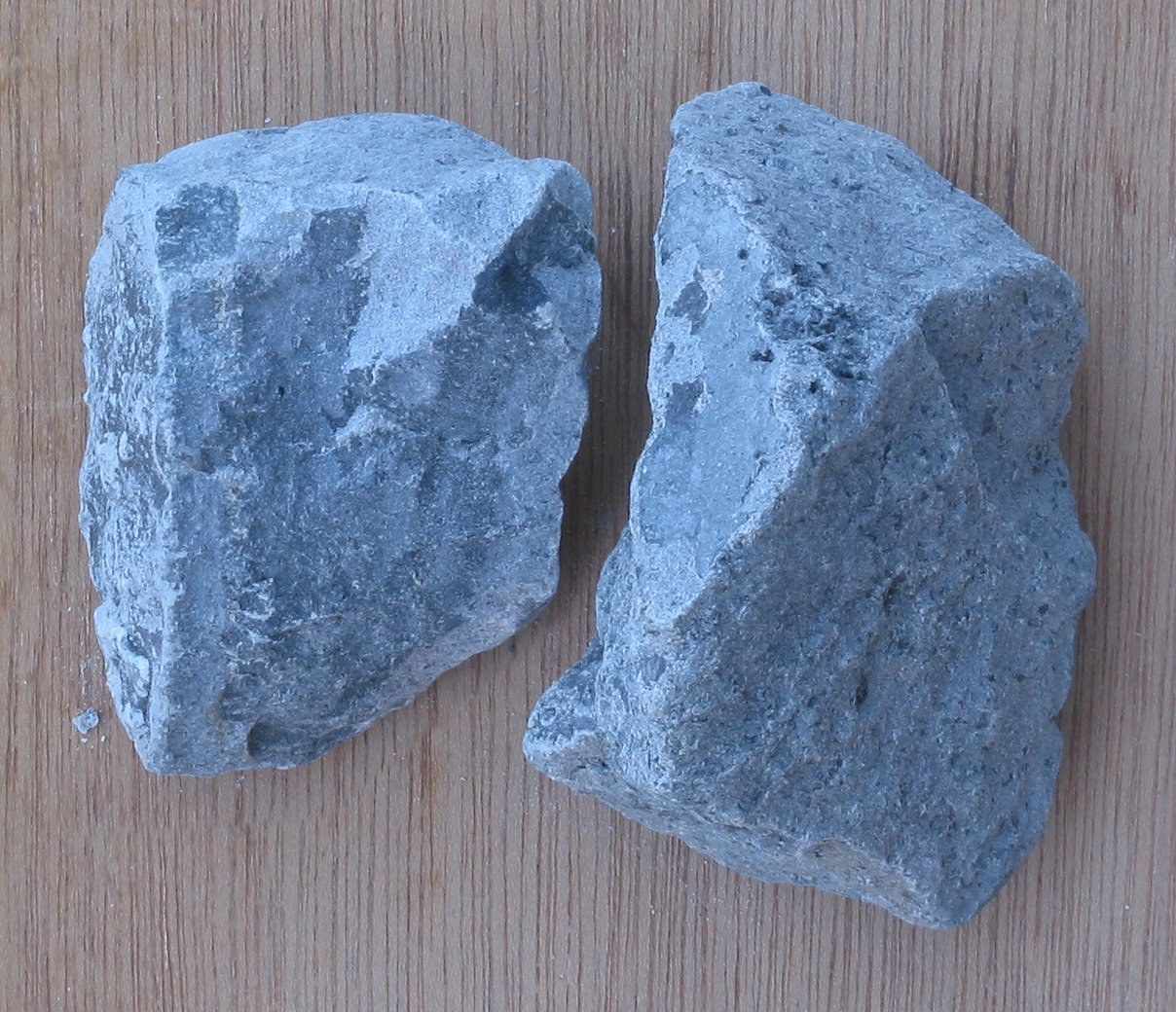
电石

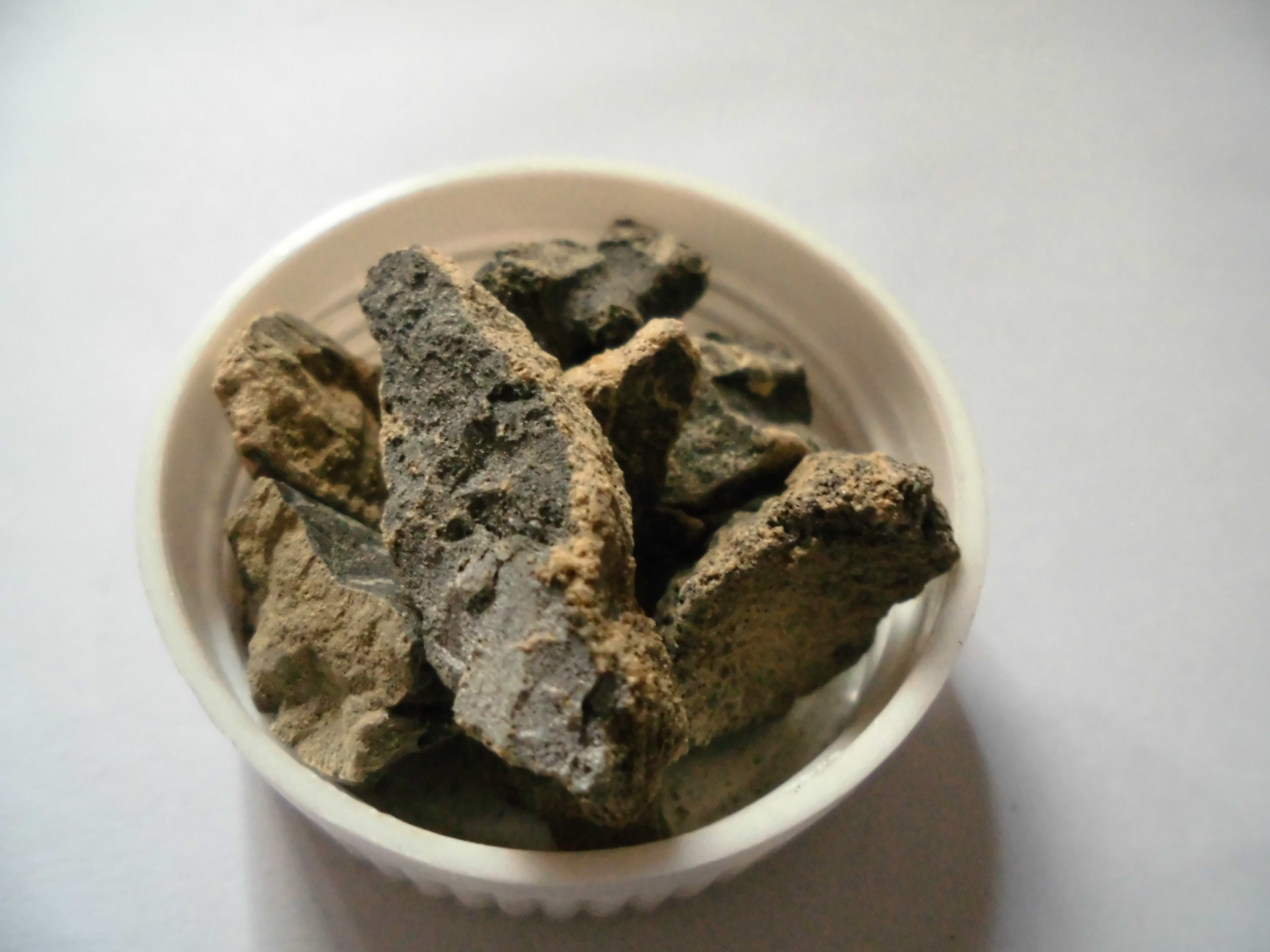
碳化钙化学试剂

碳化钙（英語：Calcium carbide），又稱乙炔钙，化学式為CaC2，是电石（又稱電土）的主要成分。电石是一种呈綠色或灰黑色的粉末或块状固体，帶有大蒜味，工业上常用电石与水混合制取乙炔氣體；亦被應用於冶煉工業，作為還原劑和脫硫劑。碳化钙遇水易燃，如向其加入過量的水，會生成氫氧化鈣（Ca(OH)2）和乙炔（C2H2）。
CaC2 + 2H2O → Ca(OH)2 + C2H2
CaC2 + H2O → CaO + C2H2

## 制法
电石可由生石灰（氧化钙）与碳混合后在電爐中加熱至約2000 °C反應製得。
CaO + 3C → CaC2 + CO

## 對人體健康危害
碳化钙如直接與眼睛接觸，可能會引致流淚、結膜發紅等不適情況。亦有可能會導致眼睛表面輕微磨損。如吸入碳化钙可引致劇烈咳嗽及鼻痛，對部份人會造成肺部損害；碳化钙氣霧則可引致上呼吸道嚴重不適。如誤服可導致腸胃不適，亦可能會損害肝臟及腎臟等器官。如碳化钙液體接觸到濕潤的皮膚，會刺激及灼傷皮膚。

## 生活應用
（1）电石与水反应生成的乙炔可以合成许多有机化合物例如：合成橡胶、人造树脂、丙酮、烯酮、炭黑等；同时乙炔一氧焰广泛用于金属的焊接和切割。
（2）加热粉状电石与氮气时，反应生成氰氨化钙，即石灰氮：
CaC2 + N2 → CaCN2 + C , ΔH = -296kJ/mol
石灰氮是制备氨基氰的重要原料。加热石灰氮 与食盐反应生成的熔体用于采金及有色金属工业。
（3）电石本身可用于钢铁工业的脱硫剂。
（4）生产聚氯乙烯（PVC），电石法生产聚氯乙烯利用电石（碳化钙CaC2），遇水生成乙炔（C2H2），将乙炔与氯化氢（HCl）合成制出氯乙烯单体（CH2=CHCl），再通过聚合反应使氯乙烯生成聚氯乙烯—[CH2—CHCl]n—的化学反应方法。
（5）旧时矿工下矿，将电石放入铁罐之中利用生成的乙炔（C2H2）制作成电石灯。

### 磺火捕魚
磺火捕魚又稱「蹦火仔」、「蹦魚」或「磺仔火捕魚」，在1930~1940年代的臺灣（金山、野柳、石門一帶）頗為盛行，主要利用電石（電土、電火石、磺石）加水產生乙炔氣體，一點火就會發出強光及響聲，再利用魚強烈之趨光性，吸引在海表層洄游之青鱗魚（青鱗仔，俗稱沙丁魚的一種）等魚群聚集，最後將火光漸漸熄滅引魚群進入網（叉手網或焚寄網）內。每年5月至8月是捕撈的青鱗魚的季節，這種「噴火船」捕魚法據說是全世界唯一，在臺灣已有70、80年的歷史，全盛時期有二十多艘，受到氣候、環境變遷（作業辛苦，收入也不固定，一年只能捕四個月，只能捕獲表層較低經濟價值的青麟魚及電石成本較高）的影響，造成磺火捕撈法慢慢失傳的原因，目前全臺僅剩四艘作業漁船（新北市的金山區磺港）。每日天黑至隔日凌晨3～4點，觀眾或攝影者不需要上船欣賞，從海岸邊便能觀看漁民引火誘魚再捕撈過程，尤其是成千上萬的魚群，隨著火光及點火「蹦」的一聲瞬間瘋狂衝出海面，場景更是壯觀且具視覺美感。

### 电石灯

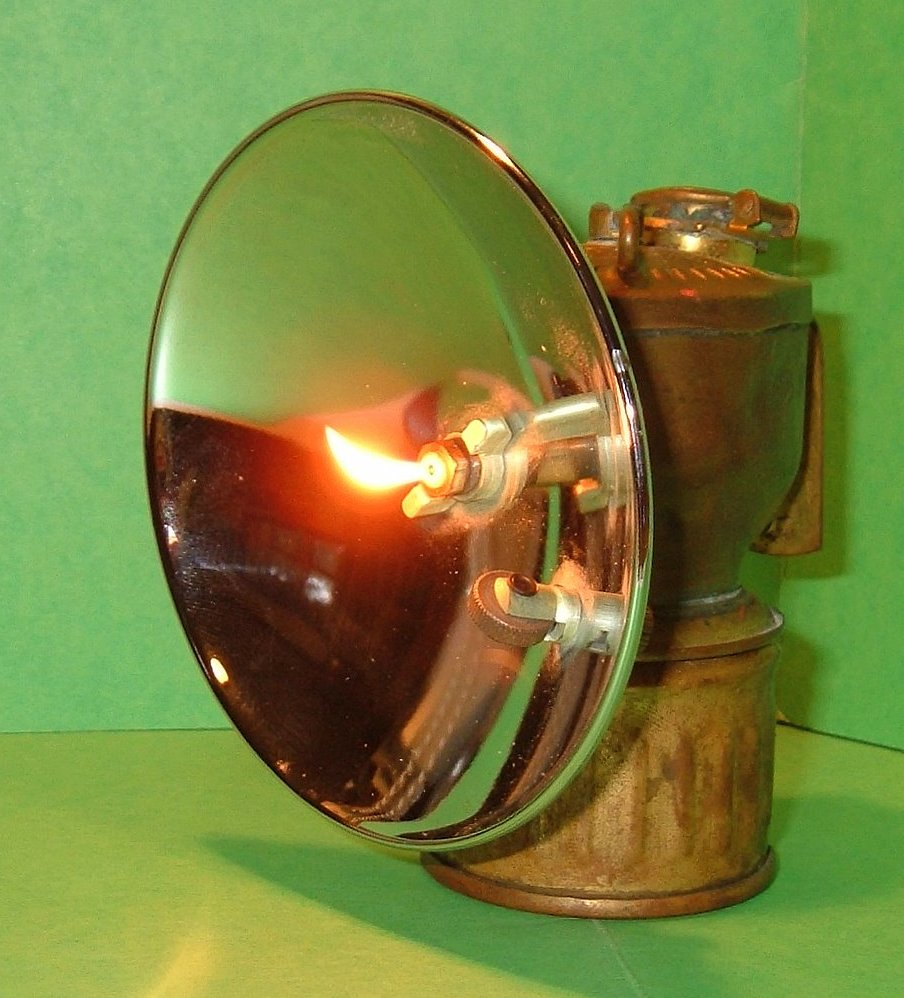
点亮电石灯

電石燈，英文稱為 Carbide lamps 或 acetylene gas lamps，又稱為「電土燈」、「水火燈」、「瓦斯燈」，是一種利用碳化鈣與水産生乙炔來燃燒的燈具。在電燈未普及的年代，由於它不容易被強風吹熄所以經常被用在戶外場合，如夜間戶外照明、攜帶式鐵路號誌燈（合図灯）、燈塔、汽車和自行車頭燈等。

### 水果催熟
電石在接觸到水或潮濕的空氣時會產生乙炔。電石催熟，操作簡單，但其用量無法正確的掌握，因電石在催熟48小時以後仍然無法完全溶解，使用者大都只憑經驗使用，且果實在靠近電石的地方容易有灼傷的現象發生，甚至有發生爆炸的危險。
電石催熟的方法為將紙箱內層敷上水泥紙，後將電石以報紙包上置於紙箱之最下層，電石的用量約200公克配20公斤果實，再將硬熟的果實置於箱內後以水泥紙包紮密封，不可漏氣。紙箱之上方以棉被或布袋覆蓋，視品種之不同，經48～72小時後即可完成催熟的作業，催熟率可達 90%以上。此種方法效果穩定，適用於小量果實之催熟處理。
如數量多時，可以透氣之塑膠籠盛裝硬熟果，地面墊上水泥柱或木材數支，其尺寸約12×15公分．長度不拘，將電石以報紙包紮置於兩支水泥柱之中問，後將盛裝的硬熟果籠置於柱上，高度三層籠高(約120公分)，依序排列，四周以棉被或布袋或催熟專用之催熟被覆蓋，必須注意覆蓋得密不通風，但切忌使用不透氣的資材如塑膠布類覆蓋，以免妨礙水分之蒸發而影響催熟之效果，如此視品種及成熟度之不同，經48～72小時之催熟後即可達到轉色、軟熟而具有商品價值。
现在商業上已改為將水果放到冷藏庫，控制在17攝氏度的溫度，用食用酒精催熟，約7天後即變熟可出貨上市，此法較電土來得安全、低成本。因電石催熟法的危險性，印度等國家规定禁止用碳化钙进行催熟，但是仍有人尝试以此种方式进行水果催熟。

### 玩具砲
大爆炸加農砲（Big-Bang Cannon）是20世紀初（1912年）美國上市的一种安全玩具大砲，目前仍在生產，它是利用碳化鈣與水化學反應出乙炔氣體產生猶如真實大砲的聲響。

## 外部連結
- 電石燈示範影片 （页面存档备份，存于）
- 磺火捕魚影片1 （页面存档备份，存于）
- 磺火捕魚影片2 （页面存档备份，存于）
- 金山蹦火仔
- Official website of Conestoga Company Big-Bang Cannons 官網 （页面存档备份，存于）
- Short YouTube video of a Big-Bang Cannon being fired 示範影片 （页面存档备份，存于）
- The Toy Cannon Museum 博物館 （页面存档备份，存于）